# Xevioso amica
Espèce
Xevioso amica est une espèce d'araignées aranéomorphes de la famille des Phyxelididae.

## Distribution
Cette espèce est endémique du KwaZulu-Natal en Afrique du Sud,.

## Description
Le mâle holotype mesure 6,25 mm et la femelle paratype 8,63 mm, les mâles mesurent de 5,94 à 8,13 mm et les femelles de 7,00 à 10,88 mm.

## Publication originale
- Griswold, 1990 : A revision and phylogenetic analysis of the spider subfamily Phyxelidinae (Araneae, Amaurobiidae). Bulletin of the American Museum of Natural History, no 196, p. 1-206 (texte intégral).